# Джузеппе Синигалья (стадион)
«Джузеппе Синигалья» (итал. Stadio Giuseppe Sinigaglia) — многофункциональный стадион в городе Комо (Италия). В настоящее время используется как домашняя арена футбольного клуба «Комо», которому муниципальные власти Комо, владельцы стадиона, сдают его в аренду. Вместимость стадиона составляет 13 602 зрителя, до реконструкции же в сезоне 2003/2004 вместимость была около 18 000 человек.

## История
Стадион назван в честь гребца Джузеппе Синигалья, уроженца Комо, погибшего во время Первой мировой войны.
У города Комо не было своего стадиона, было решено построить его к 1927 году в ряду мероприятий, посвящённых 100-летию со дня смерти Алессандро Вольты. Стадион был открыт 30 июля 1927 года.
В 1961—1984-х годах на стадионе заканчивалась ежегодная классическая велогонка Джиро ди Ломбардия.
13 июля 2004 года на стадионе состоялся концерт рок-группы Deep Purple.
С 29 марта по 1 апреля 2013 года на стадионе проходили полуфинальные матчи, матч за 3-е место и финал NextGen Series 2012/2013, турнира молодёжных команд европейских футбольных клубов.

## Архитектура
Стадион построен на территории мультиспортивного комплекса Гарибальди по проекту архитектора Джованни Греппи в стиле итальянского рационализма. Стадион вместимостью 6 000 зрителей был оснащён легкоатлетической дорожкой и велосипедной трассой.  
Стадион расположен рядом с озером Комо, и его архитектура отражает морскую тематику — осветительные мачты выполнены в форме корабельных мачт. Однако из-за помех для полётов гидросамолётов было принято решение частично понизить их для обеспечения безопасности.